# Édouard Bargedé
Édouard Bargedé, né à Corbigny et mort 20 juillet 1719 à Nevers, est un prélat français, évêque de Nevers. 

## Biographie
Édouard Bargedé est issu d'une famille dévote. Il est le fils de Gaspard Bargedé, bailli de Corbigny et de Marguerite Goussot. Il commence ses études à Nevers et obtient son doctorat de théologie en 1680 sans doute à l'université de Bourges. Ordonné prêtre en septembre 1682, il obtient successivement la cure de Montreuillon et celle de Saint-Arigle de Nevers. L'évêque Édouard Vallot de Nevers  le nomme vicaire général et official en 1694, puis grand-chantre et chanoine de la cathédrale en 1701. Avant de mourir, l'évêque Vallot obtient qu'il soit nommé  par le roi son coadjuteur en août 1705. Il est pourvu en commende de l'abbaye de Beaulieu. Louis XIV le désigne à l'évêché de Nevers comme titulaire la même année. Il est confirmé le 22 mars 1706 et consacré en mai suivant par l'évêque d'Aire
En 1709, il établit son séminaire diocésain dans les bâtiments de l'abbaye Saint-Sauveur de Nevers et en confie la direction aux jésuites. En 1710, il est abbé commendataire de Saint-Cyran en Braine en 1710. Il publie un mandement contre Pasquier Quesnel dès 1707 ce qui montre qu'il se range résolument dans le parti anti-janséniste. Il est signataire avec trente-neuf autres prélats qui, à l'Assemblée du clergé à Paris en janvier 1714, approuvèrent le vingt-trois du même mois la bulle Unigenitus, sous la présidence du cardinal de Rohan. Ses positions entrainent un conflit avec les chanoines du chapitre de sa cathédrale qui signent en 1717 l'appel à la réunion d'un concile. Il meurt deux ans plus tard en pleine discorde avec son clergé .

## Armoiries et sceau
« De gueules, à la bande d'or, chargée d'un lion de sable, et accompagnée de trois croisettes du second émail, deux en chef et une en pointe »
« De gueules à la bande d'or, chargée d'un lion de sable, accompagnée de trois trèfles du second émail, deux en chef et un en pointe »
L'évêque Bargedé est le premier évêque de Nevers à avoir adopté pour ses armoiries, le type encore usité à la fin du XIXe siècle de l'écu posé sur un cartouche est surmonté d'une couronne de comte entre la mitre et la crosse, au-dessus, se trouve le chapeau à glands. Il se disait comte de Prémery et il fut le seul à revendiquer ce titre qu'il mentionne sur son sceau. Celui-ci est identique aux armoiries avec mention du titre de comte de Prémery.